# Ruisseau de Chevral
De Ruisseau de Chevral is een kleine Ardense rivier in België, een zijrivier van de Martin Moulin, een tweederangs zijrivier van de Oostelijke Ourthe in het stroomgebied van de Maas. Ze stroomt volledig in de Belgische provincie Luxemburg.

## Parcours
Deze rivier vindt haar oorsprong in de Fagne du Vigneron op het Tailles-plateau ten westen van de Baraque de Fraiture nabij de bron van de Belle-Meuse op een hoogte van ongeveer 600  meter. Ze stroomt dan naar het zuiden in een bosrijke omgeving, komt door Wibrin, voordat ze op 325  m hoogte in de Martin Moulin te Achouffe stroomt.
De loop van tien kilometer eindigt met de "Vallei der Feeën", welbekend bij wandelaars.

## Ecologie
Deze stroom draineert een bekken dat overwegend in de bossen ligt van de Belgische Ardennen en is bekend wegens de terugkeer van de bever, een soort die eens wijdverbreid aanwezig was in België, maar die in de 19de eeuw verdween uit een groot deel van het natuurlijke (Euraziatische) bereik. De bevers hebben op de Chevral twee reeksen dammen progressief gebouwd sinds 2004, zoals zij ook niet ver daarvandaan deden in andere delen van het bekken van de Oostelijke Ourthe. Tussen 2004 en 2012 werden zes beverdammen aangelegd op de lagere Chevral (met een cumulatieve waterretentie van iets meer dan een halve hectare). De gevolgen werden onderzocht door een team van onderzoekers van de universiteiten van Gent (België) en Ferrara (Italië). Dit onderzoek richtte zich op de hydrologische en hydrogeomorphologische effecten.
De vergelijking van de stroming in de jaren 1978-2003 (vóór de aankomst van de bever) en die in de daaropvolgende jaren toonde aan dat bevers de stroomsnelheden bij beverdammen en stroomafwaarts aanzienlijk verminderden.
Bovendien kwamen overstromingen minder vaak voor: in de Oostelijke Ourthe vindt het stortregime van 60 m³/s dat elke 3,4 jaar vóór de terugkeer van de bevers werd bereikt of overschreden, slechts om de 5,6 jaar plaats sinds de beverdammen er zijn.
Ook wordt een "lag-effect" waargenomen.  Niet alleen zijn de overstromingen lager, maar ze worden ongeveer 24 uur vertraagd door de 6 dammen van de Chevral, die een rol spelen als overstromingsbegrenzers, die het risico beperken van overstromingen stroomafwaarts.
Een ander gunstig effect is een duidelijke verbetering van de lage waterstroom. In de betreffende deelstroomgebieden werden de extreme evenementen van de overstromingscyclus dus afgezwakt door bevers.

## Hydrogeomorfologische en sediment-effecten
Het aangehaalde Belgisch-Italiaanse onderzoek bestudeerde ook het volume sediment behouden door 34 beverdammen op de Chevral, waaruit blijkt dat dammen sediment opvangen. De terugkeer van de bever resulteert in een bufferen van het sedimenttransport en een sterke heterogeniteit tussen de stroomafwaartse en de stroomopwaartse stroom van een dam en de ingang en uitgang van elke reeks dammen. In een periode van 7 jaar, van 2004 tot 2011, behielden de bevers 1710 m³ sediment in de vijvers gemiddeld 25,1 cm dikte. Volgens de auteurs is de aard van de hydrogeomorfologische effecten van de dammen van Europese bever vergelijkbaar met die waargenomen in Noord-Amerika voor de dammen van C. canadensis.